# Vogelberg (Lüdenscheid)
Vogelberg ist die Bezeichnung eines Stadtteils und gehört zum statistischen Bezirk 06 (Vogelberg) der Kreisstadt Lüdenscheid im westlichen Sauerland, Nordrhein-Westfalen. Der Ortsname geht zurück auf einen alten Bauernweiler und eine Flur im Norden des Stadtgebietes. In den 1990er Jahren wurde er auf ein seit dieser Zeit entstandenes ausgedehntes Neubaugebiet östlich der alten Ansiedlung übertragen. Der statistische Bezirk umfasst auch Flächen des Außenbereiches nordöstlich der A 45. Hier befinden sich u. a. auch die Weiler Horringhausen, Ober- und Niederhunscheid sowie Bellmerei. Im Jahr 2009 hatte der Vogelberg durch den Zuzug von vielen jungen Familien neben der Kluse das jüngste Durchschnittsalter der Bevölkerung von ganz Lüdenscheid.

## Geschichte
Der Kotten zu Vogelsberge wurde 1589 erstmals schriftlich erwähnt. Es handelte sich um eine wohl deutlich ältere Ansiedlung in der Bauerschaft Wehberg, die sich später zum Weiler entwickelte. 1596 wurde die Flur durch die Amtsversammlung auf der Vogelberger Höhe über den engeren regionalen Rahmen hinaus bekannt. Am 25. März dieses Jahres lud der Altenaer Drost Ovelacker hier „nach alt Herkommen und wohl herprachten Brauch [...] alsdann uff Erfurderung dero semptlichen Amptsverwandten derselb uff die Vogelberger Höhe als gewöhnlichen Malplatz [Gerichtsplatz,] den Amptzverwandten zugegenen [entgegenzu] kommen, [um dort] des Amtes Recht, Privilegien und alt Herkommen [zu bestätigen]“, sowie aktuelle Streitfälle zu verhandeln. Verlauf und Inhalt der Versammlung sind in mehreren erhaltenen Akten dokumentiert. Auf dem östlich benachbarten Galgenberg, bis heute durch die Straße Am Galgenberg bekannt, befand sich wohl schon zu dieser Zeit eine Hinrichtungsstätte. Sie wurde durch das Vestengericht Lüdenscheid genutzt und musste sich aus juristischen Gründen außerhalb der städtischen Feldmark befinden. Ort und Flur Vogelberg gehörten zum Kirchspiel Lüdenscheid und ab 1843 zur Gemeinde Lüdenscheid-Land, Amt Lüdenscheid. 1969 erfolgte die Eingemeindung in die Stadt.

### „Vogelberger Bluttat“
Diese Bezeichnung trägt ein Ereignis aus dem preußisch-österreichischen Krieg gegen das revolutionäre Frankreich. 1794 hatte es sieben österreichische Deserteure in den Weiler Vogelberg verschlagen, wo sie bei einem Bauern Aufnahme fanden. Eine Patrouille ihres Regiments fand jedoch den Aufenthaltsort heraus und verschaffte sich, um eine Flucht zu vermeiden, mittels einer List Einlass in das Asyl. Sechs der Flüchtigen wurden ohne weiteres Verfahren auf der Stelle massakriert. Der siebte entkam, blieb als Hakenmacher in Lüdenscheid und gründete eine Familie.

## Infrastruktur
Das Neubaugebiet Vogelberg ist gekennzeichnet durch eine teils gehobene Einfamilien- und Doppelhausbebauung, sowie wenige Mehrfamilienhäuser. In den letzten Jahren wurden hier die Gemeinschaftsgrundschule Erwin-Welke-Schule und ein Kindergarten errichtet. 
Auf dem nördlich gelegenen Leisberg (424 m ü. NN) entstand Mitte der 1990er Jahre die erste Windkraftanlage Lüdenscheids. Durch weitere Bebauungen und den Zuzug eher junger Familien hat die Bevölkerung in den letzten Jahren im Neubaugebiet weiter zugenommen. Die Straßen des zweiten, nördlich gelegenen Erschließungsabschnittes tragen die Namen von Lüdenscheider Regimegegnern und -opfern im Dritten Reich, so von Wilhelm Kattwinkel, Lieselotte Kahn oder Willy Bürger.
Im Süden des Stadtteils entstand außerdem ein Discountermarkt mit angegliederter Bäckerei auf dem ehemaligen Gelände des TÜV Nord. Zwischen den Straßen „Lennestraße“ und „Unterm Vogelberg“ liegt ein kleines Gewerbegebiet mit einigen Betrieben. An der oberen Lennestraße entstand ein weiteres kleines Geschäftszentrum mit einer Bäckerei, einem Friseur und einem Gastronomiebetrieb.
An der Fuelbeckerstraße 45 unterhält der „Verein zur Betreuung von Kindern der Erwin-Welke-Schule e. V.“ zudem den Jugendtreff Vogelberg „after school“, der verschiedene Aktivitäten anbietet.

### Erweiterung des Neubaugebietes im Ortsteil Kirchhahn
Am 11. Juni 2014 wurde durch einen Artikel der Lüdenscheider Nachrichten bekannt, dass ein weiteres Neubaugebiet im Ortsteil Kirchhahn, offiziell ausgewiesen worden ist. Es sollen 18 Ein- oder Zweifamilienhäuser neu entstehen. Die Vermarktung wird von einer privaten Firma übernommen. Verpachtet werden die Grundstücke von der evangelischen Kirche Lüdenscheid. Die Vorteile werden darin gesehen, dass es trotz der ruhigen Ortsrandlage, nicht weit bis zu den Einkaufsmöglichkeiten im Zentrum von Lüdenscheid ist.

## Sehenswertes
Teilweise mit historischer Bausubstanz erhalten ist der alte Bauernweiler Vogelberg. Die bis in die 1990er Jahre attraktive Panoramasicht aus der Flur auf die Silhouette der Innenstadt ist wegen der Neubebauung nur noch sehr eingeschränkt erlebbar. Im Norden befindet sich die im Rahmen von Spaziergängen gut erreichbare Fuelbecketalsperre. Seit der kommunalen Neugliederung von 1969 liegt sie bereits auf dem Gebiet der Nachbarstadt Altena. Im Süden des Stadtteils liegt zudem der Lenneteich mit angegliederter Parkanlage, in der öfters öffentliche Veranstaltungen stattfinden.

## Verkehrsanbindung

### Bahnverkehr
Die nächstliegenden Bahnhöfe sind der Bahnhof Lüdenscheid und der Bahnhof Brügge (Westfalen). Beide sind per Auto oder Bus in wenigen Fahrminuten gut erreichbar.

### Busverkehr
Die Anbindung des Stadtteils an den Öffentlichen Personennahverkehr erfolgt vor allem durch die Buslinien 53, 61 und 245 (Schulbuslinie) der Märkischen Verkehrsgesellschaft (MVG). 
Wichtige Bushaltestellen in dem Stadtteil sind: „Willy-Bürger-Straße“, „Wilhelm-Kattwinkel-Straße“, „Fuelbecker Straße“, „GS Vogelberg“, „Wauerthang“, „Am Galgenberg“, „Worth“, „Elsa-Brändström-Straße“, „Vogelberger Weg“, „Vogelberg“, „Wacholderstück“, „Schafsbrücke“, „Unterm Asenberg“ und „Mettbergswalze“.

### Straßenverkehr
Die Anbindung an das Bundesautobahnnetz erfolgt über die nahegelegene Abfahrt Nr. 14 Lüdenscheid der Bundesautobahn 45. Die A 45 selbst führt Richtung Norden nach Hagen und Dortmund sowie in Richtung Süden nach Siegen, Wetzlar, Gießen und Frankfurt am Main. Weitere Alternativanschlussstellen sind die Abfahrten Nr. 13 Lüdenscheid-Nord und Nr. 15 Lüdenscheid-Süd der A 45. Auch die Bundesstraße 229 liegt in der Nähe des Vogelberg und ist gut erreichbar. Einige Parkplätze innerhalb des Vogelberg sichern den Autofahrern Parkmöglichkeiten zu.